# Schutzengelkapelle (Neunheim)

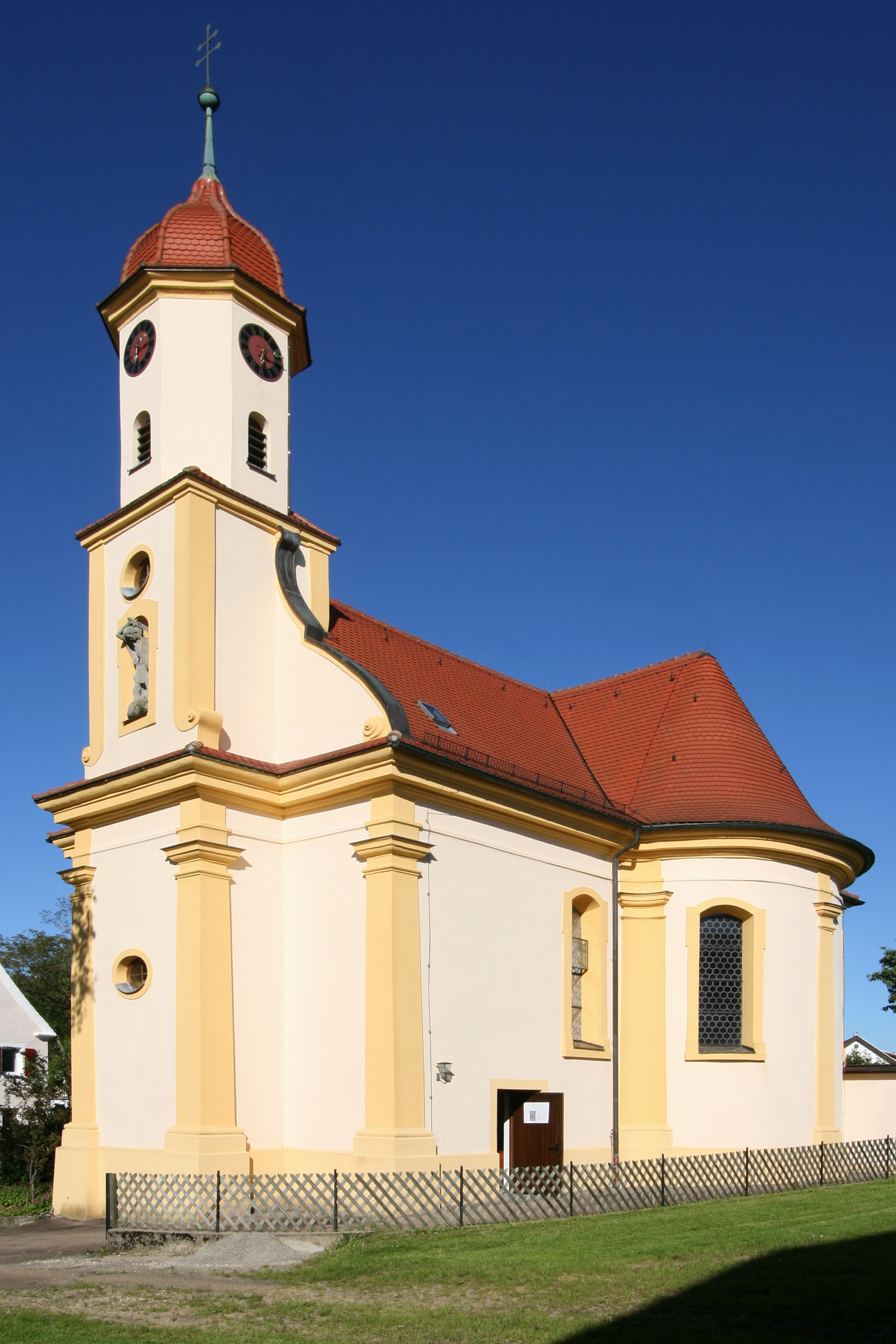
Schutzengelkapelle in Neunheim

Die römisch-katholische Schutzengelkapelle ist ein geschütztes Kulturdenkmal nach dem Denkmalschutzgesetz. Sie steht in Neunheim, einem Ortsteil des Ellwanger Stadtteils Röhlingen im Ostalbkreis in Baden-Württemberg. Sie ist eine Filialkirche von St. Vitus in der Diözese Rottenburg-Stuttgart.

## Beschreibung

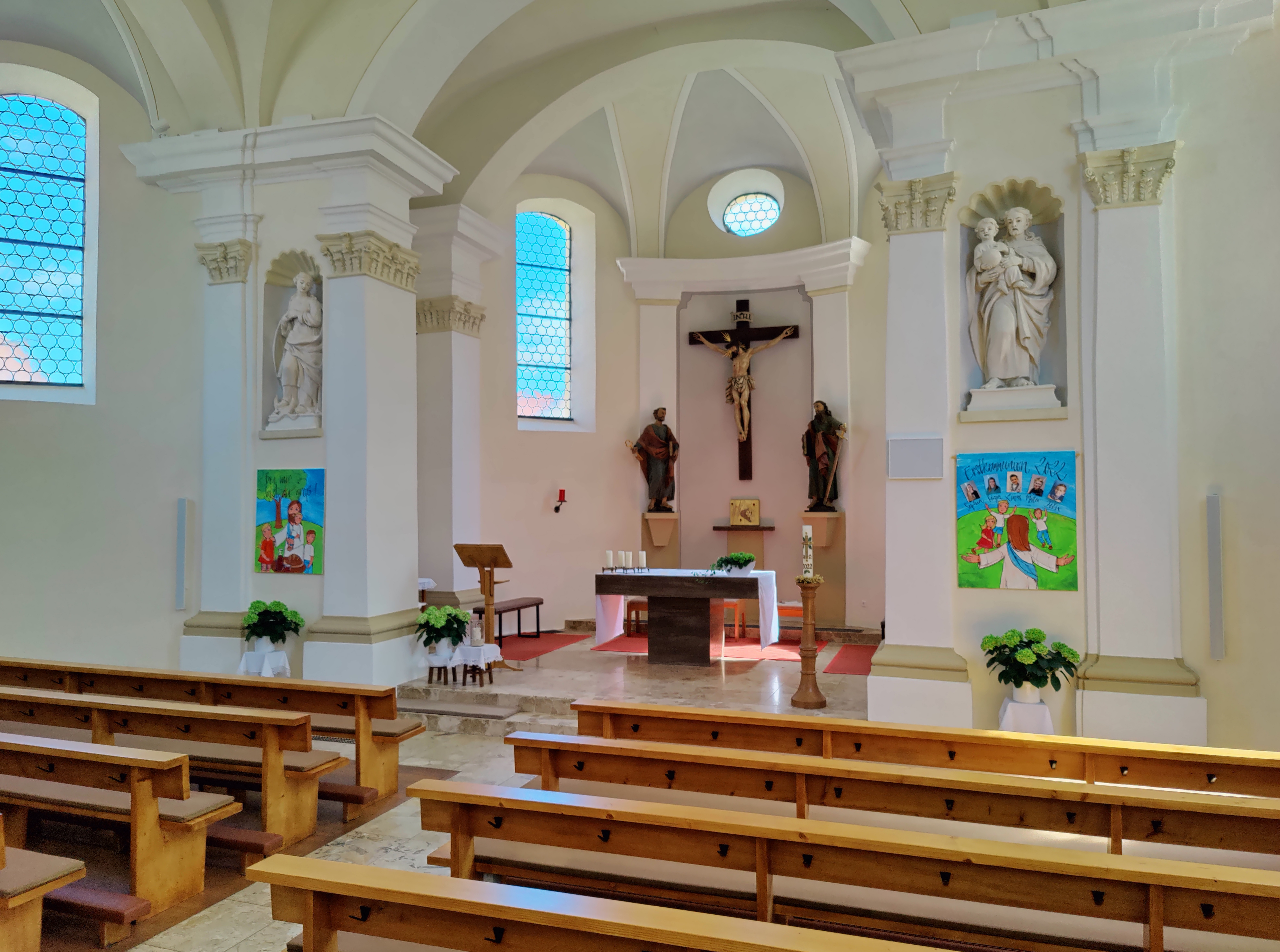
Blick zum Chor

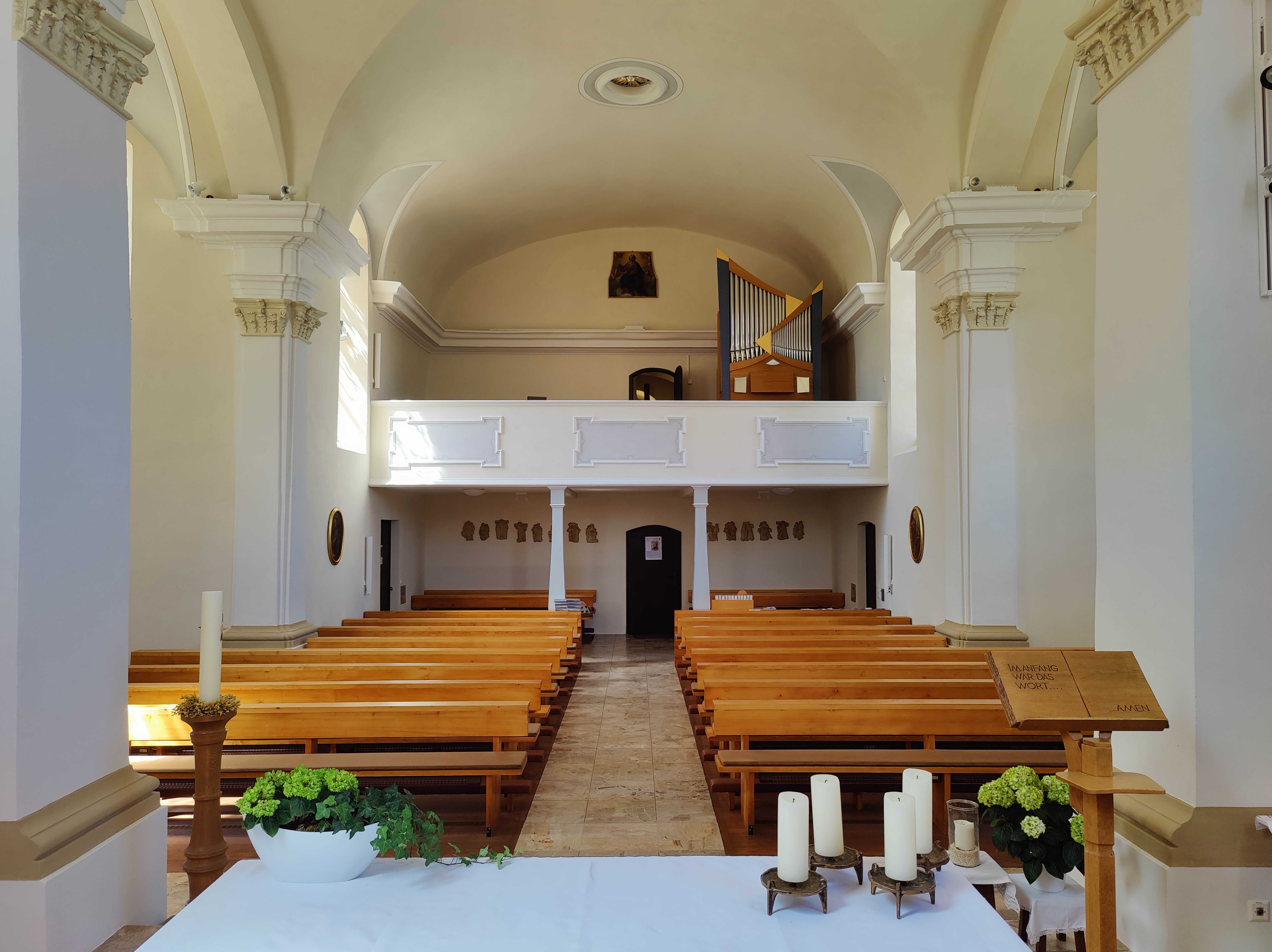
Blick zur Orgel

Die Kapelle wurde 1724 gebaut. Sie besteht aus einem Langhaus, in dessen Schweifgiebel der Kirchturm integriert ist, und einem Drei-Konchen-Chor, die von Pilastern eingefasst und miteinander verkröpft sind. Der Kirchturm hat ein achteckiges Obergeschoss, das die Turmuhr und den Glockenstuhl beherbergt. Darauf sitzt eine Glockenhaube.
Der Innenraum ist mit einem Stichkappengewölbe überspannt, das von Pilastern getragen wird. Die Statuen am Altar werden Melchior Paulus zugeschrieben.

## Orgel
Die Orgel mit sieben Registern, verteilt auf zwei Manuale und Pedal, wurde 2006 von Eva-Maria Scheiger gebaut. Die Disposition lautet:
| I Manual C–g3 |    |
| Rohrflöte     | 8′ |
| Prinzipal     | 4′ |
| Oktave        | 2′ |

| II Manual C–g3 |       |
| Gemshorn       | 8′    |
| Traversflöte   | 4′    |
| Quinte         | 2 ⁄3′ |

| Pedal C–f1 |     |
| Subbass    | 16′ |

- Koppeln: II/I, I/P, II/P